# Kouloúkonas
Le dème de Kouloúkonas, en grec moderne : Δήμος Κουλούκωνα, est une ancienne municipalité du district régional de Réthymnon, en Crète, en Grèce. Il a existé entre 1999 et 2010. Depuis la réforme du gouvernement local de 2011, il fait partie du dème de Mylopótamos, dont il est devenu une unité municipale.
Situé à l'est du district de Réthymnon il était basé à Garázo. Selon le recensement de 2001, l'ancien dème avait un total de 6 676 habitants et une superficie de 137 787 ha.